# Линдеманн, Вернер
Ве́рнер Ли́ндеманн (нем. Werner Lindemann; 7 октября 1926 года, Альтесниц — 9 февраля 1993 года, Цикхузен) — немецкий поэт и писатель. Отец вокалиста немецкой метал-группы Rammstein Тилля Линдеманна. На родине больше известен как автор книг для детей.

## Биография
Вернер Линдеманн родился 7 октября 1926 года в Гутстдорф-Альтеснице в семье обычных рабочих, где впоследствии рос и воспитывался. К пятнадцати годам, он был учеником крупного фермера. В 1943—1945 годах служил на Восточном фронте. После войны он изучал естественные науки в Галле и к 1949 уже был учителем в школе профессионального образования в области сельского хозяйства, затем доцентом и старшим референтом. С 1955 по 1957 был студентом института литературы Johannes R. Becher, затем редактором студенческого журнала Forum, руководителем дома культуры, а с 1959 гонорарным писателем. Являясь соучредителем Колонии искусств (Künstlerkolonie Drispeth), прожил более двадцати лет в Дриспете.
Первые стихотворения он написал вскоре после войны и опубликовал в сборнике стихов «Станции», который являлся так же и автобиографическим. В 1970 он был признан как остроумный детский автор, который с «поэтической идеей» мог находить отличия и особенности в повседневности. С чувствительностью давал он читателям стимул к самокритике и собственным суждениям. Наряду со стихотворениями для детей, с 1980 начали появляться его прозаические сборники, например «Из дома деревни Дриспет», «Ржаная тётка», в которых он с помощью наблюдений и воспоминаний из детства и юности, изображал окружающую его природу, семейную, а также деревенскую жизнь в рамках социалистических будней.
Он неоднократно устраивал в школах чтения, чтобы приобщить детей к поэзии. Являлся частым гостем в «Начальной Школе на Лугу Елизаветы» в Ростоке. После его смерти, в память о нём, 7 октября 1994 школа была переименована в его честь и получила название «Начальная Школа Вернера Линдеманна». На церемонии присутствовала его вдова журналистка Гитта Линдеманн.
В 1985 он был награждён Академией Искусств премией Алекса Вединга (Alex-Wedding-Preis) за выдающиеся заслуги в области детской литературы.
Написанная в начале восьмидесятых, книга «Майк Олдфилд на кресле-качалке. Заметки одного отца», когда Тилль (в книге — Тимм) жил у своего отца в Мекленбургском доме, вышла в свет лишь в 1988. Здесь он особенно противопоставлял размышления лирического эго высказываниям и требованиям сына, показывая тем самым разницу между людьми, выросшими в разных социальных культурах, но, в то же время, он показывал и их общность.

Внезапное осознание: пропасть между Тиммом и мною широка и бездонна. Что он обо мне знает? — Что я знаю о нём? В минувшем году чаще можно было увидеть полнолуние в небе, чем его за моим столом.
Я должен больше беседовать с парнем. Только как?

Вернер Линдеманн умер 9 февраля 1993 года от рака желудка, так и не застав успеха своего сына в качестве солиста группы Rammstein. Похоронен Вернер Линдеманн на кладбище Цикхузен.

## Семья
Был женат на Бригитте Линдеманн. Имел двоих детей, сына Тилля и дочь Саскию.

## Библиография

Обложка книги «Майк Олдфилд на кресле-качалке. Заметки одного отца»